# Ouzouer-le-Marché
Pour les articles homonymes, voir Ouzouer.
Ouzouer-le-Marché [uzwɛʁ lə maʁʃe] est une commune historique du nord du Loir-et-Cher (région Centre-Val de Loire), reléguée au statut de commune déléguée depuis 2016 et la fusion administrative avec 6 de ses communes voisines pour créer la commune nouvelle de Beauce la Romaine.

## Géographie

### Localisation
Ouzouer-le-Marché est situé à 44 km au nord de Blois et à 32 km à l'ouest d'Orléans.

### Lieux-dits et écarts
- Mauvelles, Chandry, Bizy, Mézières, Anchat, Boussy, Godonville.

## Toponymie
La première du nom de la commune est dérivé du latin oratorium qui désigne un oratoire, expliquant le gentilé oratorien pour désigner les habitants d'Ouzouer.
La seconde, qui permet la différenciation avec les 5 communes homonymes, au premier rang desquelles Ouzouer-le-Doyen (également en Loir-et-Cher), fait référence au mot de l'ancien français « marchais », employé pour désigner une zone marécageuse.

## Histoire
Ouzouer-le-Marché tiendrait son nom de Oratoire sur marais, d'où la dénomination des habitants. La localité se serait développée autour d'une demeure, à la limite des vallées de l'Aigre et des Mauves, sur une couche d'argile d'au moins 9 m. Les anciens habitants drainaient les terrains par un système de mares et de fossés (on dénombrait encore onze mares au XXe siècle).

### Antiquité
Par la présence de nombreux silex taillés (dont il y a une petite collection à la mairie), on peut dire que la région a été très tôt peuplée. De la période du Néolithique, Ouzouer ne conserve plus aujourd'hui qu'un seul dolmen : la pierre « Daillot », près de Chandry.

### Après la Révolution
Le 12 mai 1940, le lieutenant de l'Armée de l'air Marcel Beau est abattu près de la commune. Il donne son nom de tradition à la base aérienne 279 Châteaudun, d'où il avait décollé avec trois autres pilotes de chasse.

### Depuis 2016
En 2015, Ouzouer-le-Marché annonce vouloir se réunir avec six de ses communes voisines, à savoir La Colombe, Membrolles, Prénouvellon, Semerville, Tripleville et Verdes, pour ainsi former la commune nouvelle de Beauce la Romaine. L'union est entrée en vigueur le 1er janvier 2016.

## Politique et administration

### Liste des maires
| Période                                  | Période       | Identité          | Étiquette             | Qualité     |
| ---------------------------------------- | ------------- | ----------------- | --------------------- | ----------- |
| Les données manquantes sont à compléter. |               |                   |                       |             |
| avant 1951                               | ?             | Paul Perdereau    | Républicain démocrate | Cultivateur |
| ?                                        | mars 2001     | Marcel Brisset    |                       |             |
| mars 2001                                | mars 2014     | Michel Beaumont   |                       |             |
| mars 2014                                | décembre 2015 | Jean-Yves Gasnier |                       |             |

Depuis 2016 et la création de Beauce la Romaine, le maire élu à Ouzouer-le-Marché est maire délégué au maire de la commune nouvelle.
| Période                                  | Période  | Identité          | Étiquette | Qualité                                  |
| ---------------------------------------- | -------- | ----------------- | --------- | ---------------------------------------- |
| Les données manquantes sont à compléter. |          |                   |           |                                          |
| janvier 2016                             | mai 2020 | Jean-Yves Gasnier |           | Reconduit jusqu'aux élections suivantes. |
| mai 2020                                 | en cours | Odile Bret        |           |                                          |

## Population et société

### Démographie
L'évolution du nombre d'habitants est connue à travers les recensements de la population effectués dans la commune depuis 1793. À partir du 1er janvier 2009, les populations légales des communes sont publiées annuellement dans le cadre d'un recensement qui repose désormais sur une collecte d'information annuelle, concernant successivement tous les territoires communaux au cours d'une période de cinq ans. 
Pour les communes de moins de 10 000 habitants, une enquête de recensement portant sur toute la population est réalisée tous les cinq ans, les populations légales des années intermédiaires étant quant à elles estimées par interpolation ou extrapolation. Pour la commune, le premier recensement exhaustif entrant dans le cadre du nouveau dispositif a été réalisé en 2006,.
En 2013, la commune comptait 1 989 habitants, en évolution de +10,5 % par rapport à 2008 (Loir-et-Cher : +1,74 %, France hors Mayotte : +2,49 %).
| 1793 | 1800  | 1806  | 1821  | 1831  | 1836  | 1841  | 1846  | 1851  |
| ---- | ----- | ----- | ----- | ----- | ----- | ----- | ----- | ----- |
| 924  | 1 020 | 1 011 | 1 199 | 1 251 | 1 246 | 1 278 | 1 308 | 1 362 |

| 1856  | 1861  | 1866  | 1872  | 1876  | 1881  | 1886  | 1891  | 1896  |
| ----- | ----- | ----- | ----- | ----- | ----- | ----- | ----- | ----- |
| 1 466 | 1 461 | 1 514 | 1 563 | 1 548 | 1 511 | 1 525 | 1 519 | 1 502 |

| 1901  | 1906  | 1911  | 1921  | 1926  | 1931  | 1936  | 1946  | 1954  |
| ----- | ----- | ----- | ----- | ----- | ----- | ----- | ----- | ----- |
| 1 510 | 1 477 | 1 458 | 1 295 | 1 370 | 1 351 | 1 329 | 1 355 | 1 364 |

| 1962  | 1968  | 1975  | 1982  | 1990  | 1999  | 2006  | 2011  | 2013  |
| ----- | ----- | ----- | ----- | ----- | ----- | ----- | ----- | ----- |
| 1 415 | 1 365 | 1 371 | 1 498 | 1 434 | 1 576 | 1 774 | 1 961 | 1 989 |

### Pyramide des âges
La population de la commune est relativement âgée. Le taux de personnes d'un âge supérieur à 60 ans (24,4 %) est en effet supérieur au taux national (21,6 %) tout en étant toutefois inférieur au taux départemental (26,3 %).
À l'instar des répartitions nationale et départementale, la population féminine de la commune est supérieure à la population masculine. Le taux (51,9 %) est du même ordre de grandeur que le taux national (51,6 %).
La répartition de la population de la commune par tranches d'âge est, en 2007, la suivante :
- 48,1 % d’hommes (0 à 14 ans = 20,6 %, 15 à 29 ans = 15,2 %, 30 à 44 ans = 22,7 %, 45 à 59 ans = 19,4 %, plus de 60 ans = 21,9 %) ;
- 51,9 % de femmes (0 à 14 ans = 20,2 %, 15 à 29 ans = 14,4 %, 30 à 44 ans = 19,1 %, 45 à 59 ans = 19,7 %, plus de 60 ans = 26,7 %).

| Hommes | Classe d’âge | Femmes |
| ------ | ------------ | ------ |
| 0,9    | 90 ans ou +  | 2,5    |
| 8,5    | 75 à 89 ans  | 10,9   |
| 12,5   | 60 à 74 ans  | 13,3   |
| 19,4   | 45 à 59 ans  | 19,7   |
| 22,7   | 30 à 44 ans  | 19,1   |
| 15,2   | 15 à 29 ans  | 14,4   |
| 20,6   | 0 à 14 ans   | 20,2   |

| Hommes | Classe d’âge | Femmes |
| ------ | ------------ | ------ |
| 0,6    | 90 ans ou +  | 1,6    |
| 8,3    | 75 à 89 ans  | 11,5   |
| 14,8   | 60 à 74 ans  | 15,7   |
| 21,4   | 45 à 59 ans  | 20,6   |
| 20,3   | 30 à 44 ans  | 19,2   |
| 16,2   | 15 à 29 ans  | 14,7   |
| 18,5   | 0 à 14 ans   | 16,7   |

## Économie
- Exploitations agricoles.

## Culture locale et patrimoine

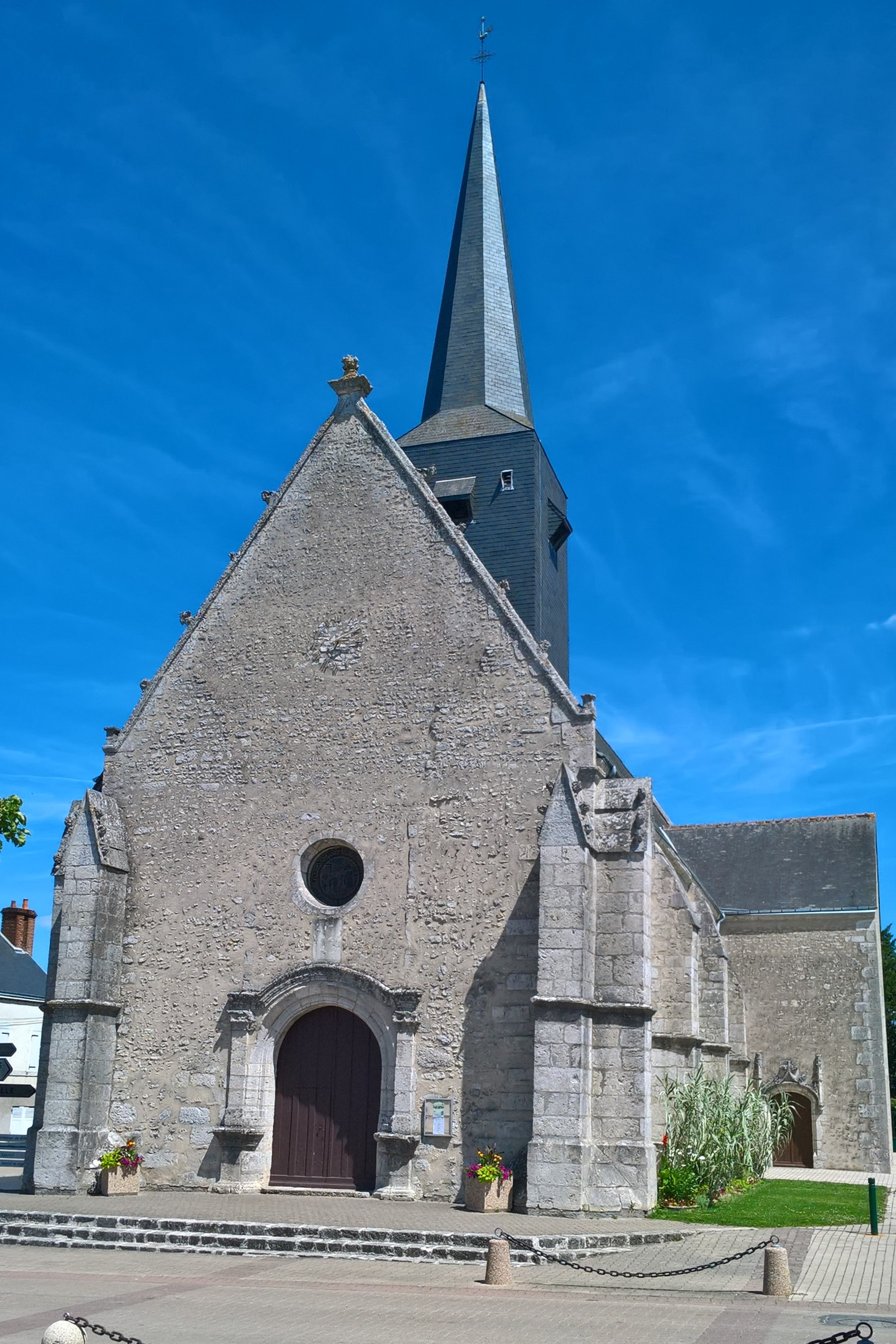
L'église Saint-Martin.

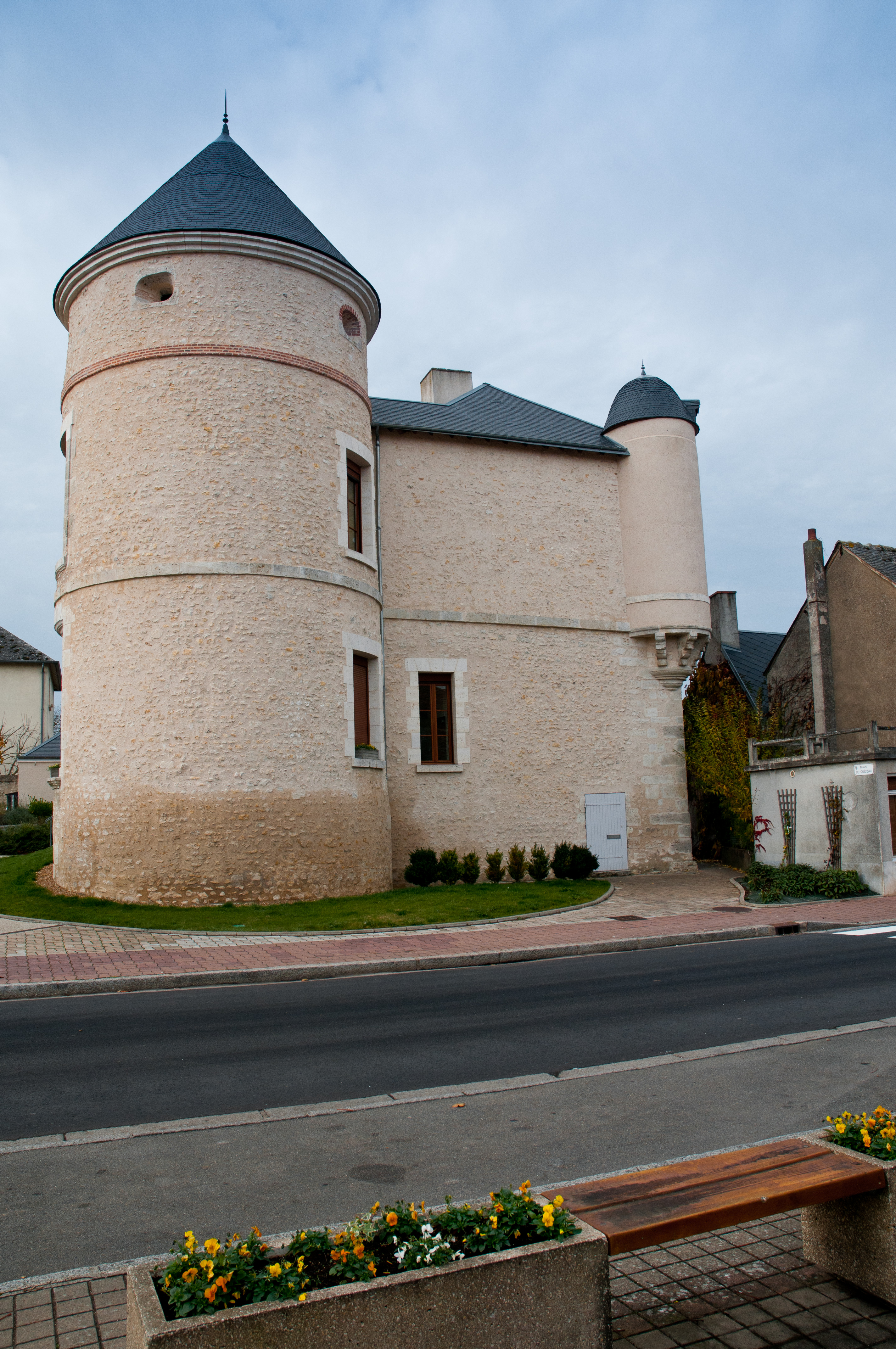
Le château.

### Lieux et monuments
- La croix de Chandry, située dans le hameau de Chandry, est classée au titre des monuments historiques.
- L'église Saint-Martin

La première église est construite dès le xiie siècle. Elle est remaniée au cours des siècles. Son portail date de la renaissance. L'édifice a été agrandie au xixe siècle par l'adjonction de chapelles latérales. Elle possède un retable de 1842.
- Le Château, flanqué au nord par une échauguette et au sud-est par une tour paraissant plus ancienne, ne constitue plus qu'une partie de la construction primitive qui a subi des démolitions au XIe siècle. Le château, principalement sa grande tour, a été rénové en 2004. Il héberge maintenant la bibliothèque municipale.

### Personnalités liées à la commune
- L'architecte Jacques Gabriel (1667-1742), seigneur de Mézières-en-Beauce.
- Paul Proust, (1882 à Ouzouer-le-Marché - 1914 à Saint-Nicolas-lès-Arras). Tombé au champ d'honneur. Député de Savoie.

### Héraldique
|  | Les armoiries de Ouzouer-le-Marché se blasonnent ainsi : De gueules aux cinq chevrons d'or. |

### Voies et lieux-dits
| 78 odonymes recensés à Ouzouer-le-Marché au 8 mars 2014     | 78 odonymes recensés à Ouzouer-le-Marché au 8 mars 2014 | 78 odonymes recensés à Ouzouer-le-Marché au 8 mars 2014 | 78 odonymes recensés à Ouzouer-le-Marché au 8 mars 2014 | 78 odonymes recensés à Ouzouer-le-Marché au 8 mars 2014 | 78 odonymes recensés à Ouzouer-le-Marché au 8 mars 2014 | 78 odonymes recensés à Ouzouer-le-Marché au 8 mars 2014 | 78 odonymes recensés à Ouzouer-le-Marché au 8 mars 2014 | 78 odonymes recensés à Ouzouer-le-Marché au 8 mars 2014 | 78 odonymes recensés à Ouzouer-le-Marché au 8 mars 2014 | 78 odonymes recensés à Ouzouer-le-Marché au 8 mars 2014 | 78 odonymes recensés à Ouzouer-le-Marché au 8 mars 2014 | 78 odonymes recensés à Ouzouer-le-Marché au 8 mars 2014 | 78 odonymes recensés à Ouzouer-le-Marché au 8 mars 2014 | 78 odonymes recensés à Ouzouer-le-Marché au 8 mars 2014 | 78 odonymes recensés à Ouzouer-le-Marché au 8 mars 2014 |
| Allée                                                       | Avenue                                                  | Bld                                                     | Carrefour                                               | Chemin                                                  | Clos                                                    | Impasse                                                 | Passage                                                 | Place                                                   | Promenade                                               | Route                                                   | Rue                                                     | Sentier                                                 | Voie                                                    | Autres                                                  | Total                                                   |
| ----------------------------------------------------------- | ------------------------------------------------------- | ------------------------------------------------------- | ------------------------------------------------------- | ------------------------------------------------------- | ------------------------------------------------------- | ------------------------------------------------------- | ------------------------------------------------------- | ------------------------------------------------------- | ------------------------------------------------------- | ------------------------------------------------------- | ------------------------------------------------------- | ------------------------------------------------------- | ------------------------------------------------------- | ------------------------------------------------------- | ------------------------------------------------------- |
| 1                                                           | 3                                                       | 0                                                       | 0                                                       | 1                                                       | 0                                                       | 6                                                       | 0                                                       | 6                                                       | 1                                                       | 10                                                      | 34                                                      | 1                                                       | 0                                                       | 15                                                      | 78                                                      |
| Notes « N »                                                 | Notes « N »                                             | 1. 2. 3. 4. 5. 6. 7. 8. 9.                              | 1. 2. 3. 4. 5. 6. 7. 8. 9.                              | 1. 2. 3. 4. 5. 6. 7. 8. 9.                              | 1. 2. 3. 4. 5. 6. 7. 8. 9.                              | 1. 2. 3. 4. 5. 6. 7. 8. 9.                              | 1. 2. 3. 4. 5. 6. 7. 8. 9.                              | 1. 2. 3. 4. 5. 6. 7. 8. 9.                              | 1. 2. 3. 4. 5. 6. 7. 8. 9.                              | 1. 2. 3. 4. 5. 6. 7. 8. 9.                              | 1. 2. 3. 4. 5. 6. 7. 8. 9.                              | 1. 2. 3. 4. 5. 6. 7. 8. 9.                              | 1. 2. 3. 4. 5. 6. 7. 8. 9.                              | 1. 2. 3. 4. 5. 6. 7. 8. 9.                              | 1. 2. 3. 4. 5. 6. 7. 8. 9.                              |
| Sources : rue-ville.info & perche-gouet.net & OpenStreetMap |                                                         |                                                         |                                                         |                                                         |                                                         |                                                         |                                                         |                                                         |                                                         |                                                         |                                                         |                                                         |                                                         |                                                         |                                                         |